# 本田猴子
本田猴子（英語：Honda Monkey）是日本本田公司生产的一个微型摩托车系列。该系列中摩托车的型号多数以英文字母Z开头或包含英文字母Z，故原本称为Z系列。由于这个系列的摩托车外形小，使得摩托车的驾驶者的驾驶姿势看起来像是一只猴子（英語：Monkey），它的别名“猴子”亦因此而来。这个系列的摩托车通常排量较小、仅配有单人座并且搭配小直径轮圈。

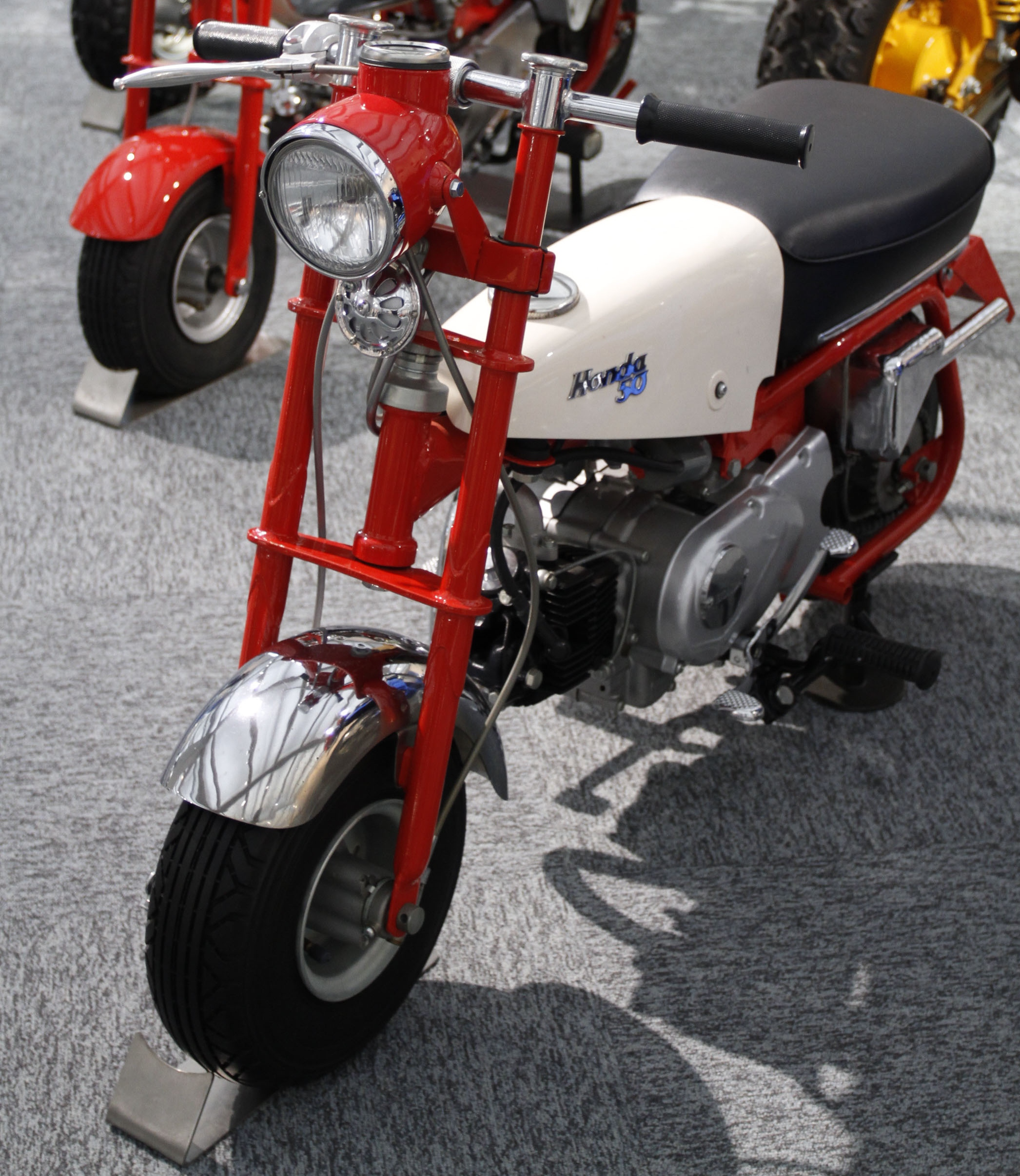
本田博物馆（Honda Collection Hall）展出的本田Z100摩托车

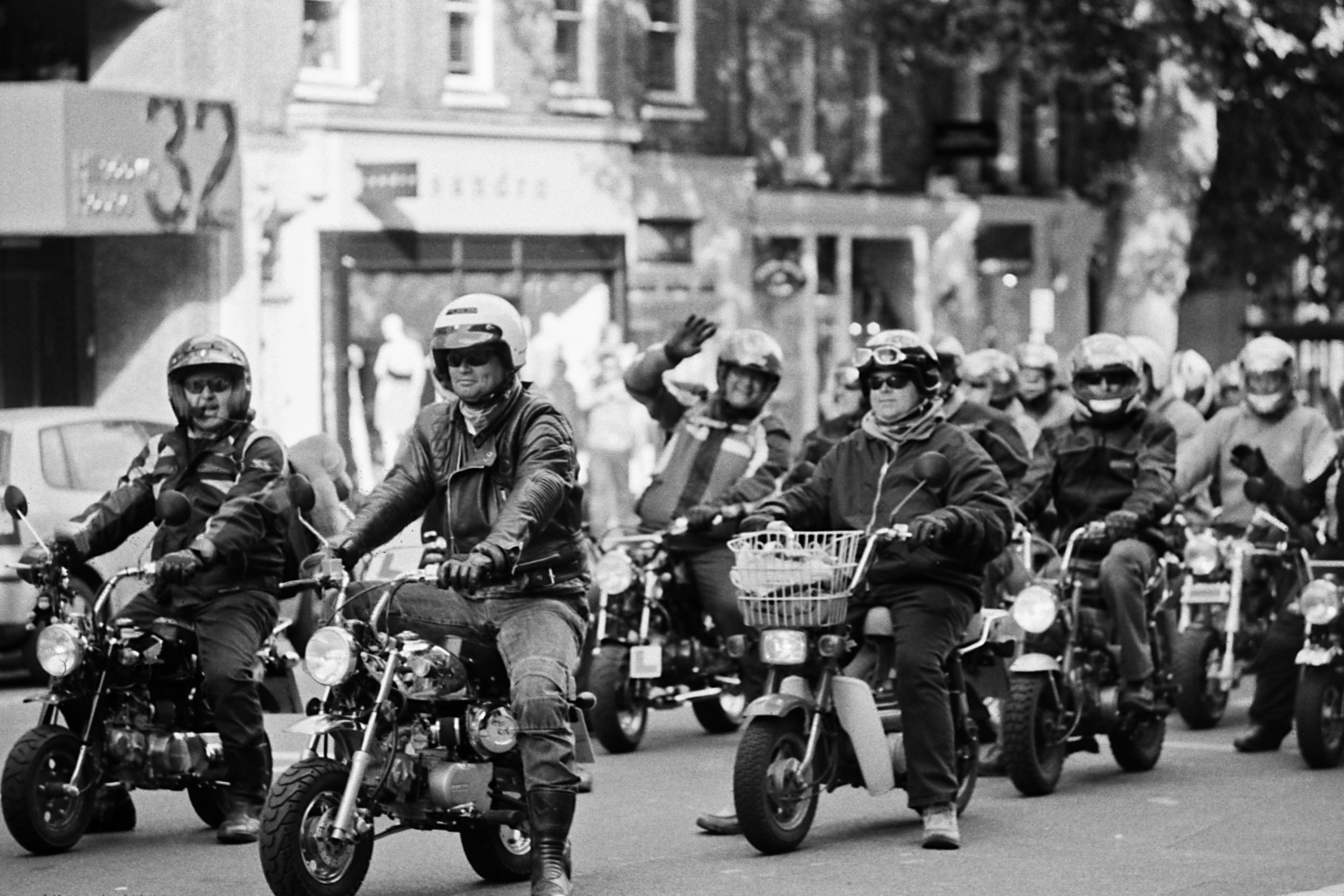
驾驶着本田猴子摩托车的人们

## 历史
1961年，本田公司设计生产了Z100摩托车，它原本是作为一款休闲摩托车，以供游览多摩科技园（英語：Tama Tech Park）的游客使用。它有两个直径为5英寸的轮圈，车架为猩红色，没有任何避震装置。它配有一台49cc排量的四冲程引擎，功率输出为4.1马力。Z100型号的摩托车总共仅生产了15辆，目前仅有3辆被保存下来。在多摩科技园中，Z100型摩托车受到了广泛好评，这为本田公司在此基础上继续开发新的摩托车型号打下了基础。
1963年，本田公司发布了CZ100摩托车。CZ100摩托车由Z100发展而来，可以合法注册并上路行驶。随后，这种型号的摩托车被出口到了欧洲。由于它的造型可爱、尺寸小且重量轻，这使得人们在城市中驾驶它时可以获得非常多的乐趣。这也使得它逐渐在受众中开始流行。
1967年，本田公司在CZ100摩托车的基础上设计发布了Z50M摩托车。Z50M通常被认为是这个系列的摩托车中第一款正式发行的型号，并且被大量出口到海外。此后的几十年间，多款改进型号如Z50A、Z50J与Z50R等亦相继发布。1988年，ZB50摩托车发布。它的外形与以往其他型号的本田猴子系列摩托车有很大的区别——它的设计中采用了由两根铝梁组成的环状包覆式车架（英語：twin spar frame）、单筒式后避震和上翘的排气管，这些设计要素使得ZB50看起来更富有运动感。

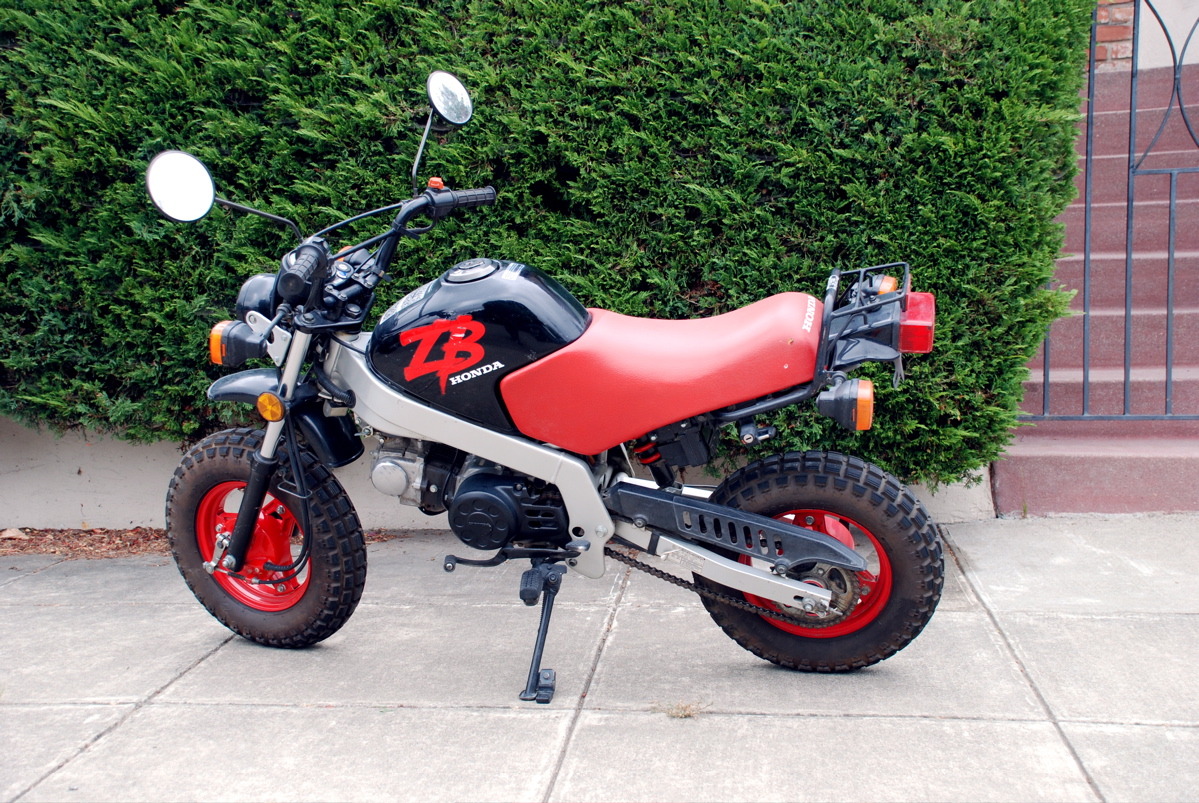
本田ZB50摩托车

本田猴子系列摩托车的生产与销售一直持续至2017年。2017年，本田公司发布了一款纪念本田猴子系列发行50周年的特别版摩托车，同时宣告本田猴子系列摩托车停产。
2018年，本田公司发布了一款称为Monkey 125的摩托车型号，编号为Z125MAK。这款摩托车是基于本田公司的MSX125摩托车设计的，它在采用了新技术的同时，在外形上借鉴了许多传统的本田猴子系列摩托车的设计元素。

## 技术细节
Z100型、CZ100型、以Z50为前缀的型号以及ZB50型摩托车均配有排量49cc的引擎，起初的型号配有5英寸轮圈，从1969年起，轮圈的尺寸被增加到了8英寸，采用3档手动变速箱，并配有离心式离合器，仅供驾驶者一人乘坐。
2018年起发布的Monkey 125型号则采用125cc的引擎，最大功率为6.9kW，最大扭矩为11Nm，配有12英寸轮圈，采用4档手动变速箱，搭配湿式多片离合器，并配有防抱死制动系统和发光二极管车灯等现代摩托车配件，亦只能供一人驾驶乘坐。